# Casimir Ballester Sanmartí
Casimir Ballester Sanmartí (1870 - Barcelona, 19 de gener de 1942) va ser un compositor català de la segona meitat de segle XIX i primera meitat de segle XX.
Va ser primer organista de Castellar del Vallès, passant després a la Parroquial de Sant Pau de Barcelona.
La seva obra es conserva al fons musical Joan Fargas (MatF) del Museu-Arxiu de Santa Maria de Mataró, fons format per 163 obres, 158 de les quals pertanyen a Joan Fargas.
El 31 de març de 1902 es va casar amb  Eva Sofie Schüren a l'Església de la Concepció. Mor a l'any 1942 a Barcelona a l'edat de 71 anys.
Comptava amb cinc germans anomenats Jacinto, Calamanda, Dolores, Micaela i Jaume Ballester Sanmartí. De l'últim se'n sap que era periodista i músic, ja que a la boda d'en Casimir va interpretar la Marxa nupcial de Mendelssohn i l'any 1915 va publicar un recull de quatre pàgines de notació musical d'un pasdoble militar per piano dedicat l'exsultà  del Marroc Muley Hafid.

## Obres
- Trisagio mariano (incomplet): Incipit literari: Santa Madre de Dios Incipit musical:[6]
- Trisagio para 3 voces i org (complet): Incipit literari: Santo Señor Dios Incipit musical:[7]